# 김제초등학교
김제초등학교(金堤初等學校)는 대한민국 전북특별자치도 김제시 요촌동에 있는 공립 초등학교이다.

## 학교 연혁
- 1902년 2월 10일 일본인 소학교로 인가[2]
- 1945년 10월 4일 김제공립국민학교 인수 및 개교 (개교기념일)
- 1994년 3월 1일 석교국민학교 통폐합
- 1996년 3월 1일 김제초등학교 학교명 개칭
- 1997년 3월 1일 월산초등학교 통폐합
- 1999년 3월 1일 대촌분교 통폐합
- 2000년 3월 1일 벽제초등학교 통폐합
- 2012년 11월 1일 씨름 꿈나무 수련관 개관
- 2022년 3월 1일 제27대 김은정 교장 부임
- 2022년 12월 30일 제78회 졸업 46명 (졸업생 총 수 18,321명)

## 참고 자료
- 김제초등학교 - 한국교육학술정보원 학교알리미